# Cyrtochilum aureum
Cyrtochilum aureum är en orkidéart som först beskrevs av John Lindley, och fick sitt nu gällande namn av Karlheinz Senghas. Cyrtochilum aureum ingår i släktet Cyrtochilum, och familjen orkidéer. Inga underarter finns listade i Catalogue of Life.